# Лики, Луис
Луис Сеймур Базетт Лики (англ. Louis Leakey, 7 августа 1903 года — 1 октября 1972 года) — кенийский антрополог и археолог британского происхождения, работы которого имеют большую ценность в изучении развития эволюционирования человека в Африке. Сделал важные палеоантропологические открытия в Восточной Африке (презинджантроп, зинджантроп). Также он сыграл значительную роль в создании организаций для дальнейших исследований в Африке и защиты её дикой природы. Будучи главным инициатором установления традиций палеоантропологического исследования, он имел возможность побуждать следующие поколения продолжить своё дело, особенно внутри своей собственной семьи, многие из них также стали знаменитыми учеными. Полностью поддерживал теорию эволюционного развития Чарльза Дарвина и нашёл подтверждения дарвиновской гипотезы о том, что человек появился в Африке; в то же время являлся набожным христианином.

## Происхождение
Родители Луиса, Гарри и Мэрри Базетт Лики (для друзей — Мэй), были миссионерами Церкви Англии в британской Восточной Африке (ныне Кения). Гарри занимался предварительным обустройством места для филиала «Общества церковной миссии» (Church Mission Society) на территории народа кикуйю. База миссионеров сначала представляла собой хижину и две палатки в северном нагорье Найроби. Первым домом для Луиса стал дом с земляным полом, соломенной крышей, полный грызунов и насекомых, не отапливаемый ничем, кроме жаровни с углями. В одной из палаток миссионеры основали больницу. Позднее была открыта женская школа для африканских женщин. Гарри работал над переводом Библии на язык кикуйю.
У Луиса был младший брат Дуглас и две старших сестры — Глэдис Лики Бечер (Gladys Leakey Beecher) и Джулия Лики Барэм (Julia Leakey Barham).

## Палеоантропологические исследования
Начиная с 30-х годов XX столетия Луис Лики, совместно со своей женой Мэри Лики, занимается исследованием плейстоценовых континентальных отложений в районе Олдувайского ущелья.

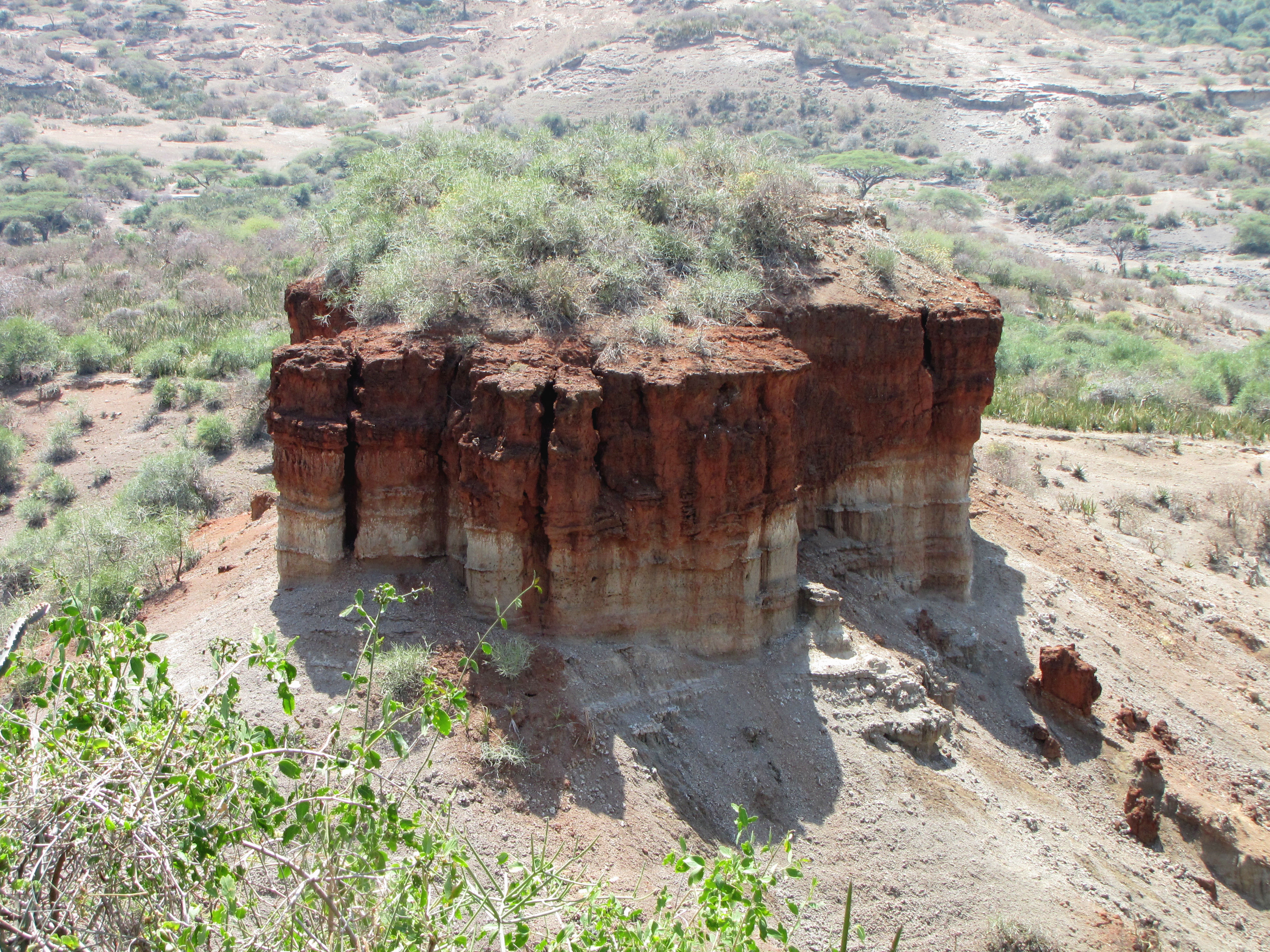
Олдувайское ущелье

Олдувайское ущелье — каньон, до 90 м врезавшийся в ложе древней долины, за многие тысячелетия заполнившейся речными наносами, вулканическим пеплом и другими отложениями. В стенах этого ущелья исследователи выявили пять слоев, относящихся к различным геологическим эпохам. Эти пять горизонтов чередовались со слоями вулканического туфа, благодаря чему можно было надежно датировать находки, залегавшие в этих слоях.
За тридцать лет раскопок и сборов было найдено множество примитивных каменных орудий, супруги великолепно изучили геологию и стратиграфию ущелья, но только в 1959 году им, наконец, удалось найти остатки гоминид. Это был череп одного из предшественников современного человека, которого первоначально Лики назвал зинджантропом. Правда, после более тщательного изучения оказалось, что это ещё одна ветвь рода австралопитековых, и зинджантроп был переименован в австралопитека бойсовского. Калий-аргоновый метод позволил определить его возраст: 1,8—1,6 млн лет.
В 1962 году Лики нашёл в Олдувайском ущелье остатки черепов четырёх особей, которые уже не были австралопитеками (объем мозга около 642 см3), а явно принадлежали к роду Homo. Они получили название Человек умелый (Homo habilis). Позднее были найдены другие остатки гоминид возрастом от 500 тыс. лет до 1,8 млн лет.
В период с 1935 по 1952 год на берегах озера Виктория Лики обнаружил миоценовые окаменелости, в том числе остатки примитивных антропоидов.
Понимая, что изучение особенностей поведения человекообразных обезьян может помочь ответить на многие вопросы палеоантропологии и эволюции человека, Луис Лики много внимания уделял развитию этологии приматов. Благодаря его усилиям были проведены многолетние уникальные наблюдения за жизнью человекообразных обезьян в дикой природе. Жизнь шимпанзе, в Танзании изучала Джейн Моррис Гудолл, горных горилл на границе Демократической Республики Конго, Руанды и Уганды — Дайан Фосси, и орангутанов на Борнео — Бируте Галдикас. Эти исследовательницы стали известны под общим именем — «Ангелы Лики»

## Память
В 1976 г. Международный астрономический союз присвоил имя Луиса Лики кратеру на видимой стороне Луны.